# Kościół Matki Boskiej Anielskiej w Nętnie
Kościół Matki Boskiej Anielskiej w Nętnie – rzymskokatolicki kościół filialny zlokalizowany w centrum miejscowości Nętno (Powiat drawski, województwo zachodniopomorskie). Należy do parafia św. Stanisława w Zarańsku.

## Historia i architektura
Salowy kościół bez wyodrębnionego prezbiterium zamkniętego trójbocznie znajduje się w centrum wsi, na środku błotnistego placu, otoczony wieńcem starych domów. Został wzniesiony na przełomie XVII i XVIII wieku lub w połowie XVIII wieku (ewentualnie w połowie XVI wieku), w technice ryglowej dla lokalnej wspólnoty protestanckiej. Wieża pochodzi z 1744. Kruchta znajduje się z boku nawy. Wieża osadzona jest na nawie i zwieńczona hełmem krytym gontem oraz chorągiewką z datą 1744. Dach jednokalenicowy, kryty dachówką. Był przebudowany w XIX wieku (1869).
Po II wojnie światowej został przejęty przez katolików. Jako katolicki został poświęcony 5 października 1945 roku.

## Dzwony
Dzwon kościelny zdobiony dwoma pasami ornamentu w formie pionowo ustawionych liści akantu został odlany w 1729 roku w Kołobrzegu. Jego wykonawcą był Johann Heinrich Scheel. Ma on nieczytelną inskrypcję łacińską wymieniającą fundatorów: komtura i starostę komandorii świdwińskiej Esperta von Bodelschinga, patrona kościoła Ewalda von der Goltza oraz kamlarza Carla Birnera, jak również ówczesnego pastora, Dawida Kype i ludwisarza Heinricha Scheela. Jej treść znana jest z przekazu z 1883 roku:
RESEDENTE COMMENDATORORE ET SATRAPA SCHVELBEIN / DOMINO DOMINO / GISBERTO DE BODELSCHWING / UT PATRON/ EJUSQUE NOMINE /JUSDICENTE PRAESIDE DOMINO / EWALD DE GOLTZ /ET COMMENDAM RESPICEIENTE PRAEFECTO DOMINO / CAROLO BIRNER, NEC NON MYSTERIA RELIGIONIS EXPLICANTE PASTORE DOMINO / DAVYD DE KUPKE / SUM REFUSA UTJ VIDES SJC / ANNO CURRENTJ / PER O.H. HEN. SCHEEL FUSOREM COLBERG
Obok tego dzwonu jest puste miejsce na jeszcze jeden tego rodzaju artefakt. Dzwon wisiał tu do 1917 roku i został skonfiskowany podczas I wojny światowej. Był bliźniaczo podobny do dzwonu z Rydzewa, a jego wykonawcą w roku 1542 był Jakob Ingermann ze Stargardu. Dzwon ten zdobiły ornamentalne dekoracje i plakiety z głowami świętych. Prawdopodobnie na dzwonie odlano inskrypcję o następującej treści:
help got unde Maria † iakop † ingermann † anno *
dm † m * ccccc * in * den * xxxxii
Dopomóż Boże i Mario. Jakob Ingermann. Roku Pańskiego 1542.

## Galeria

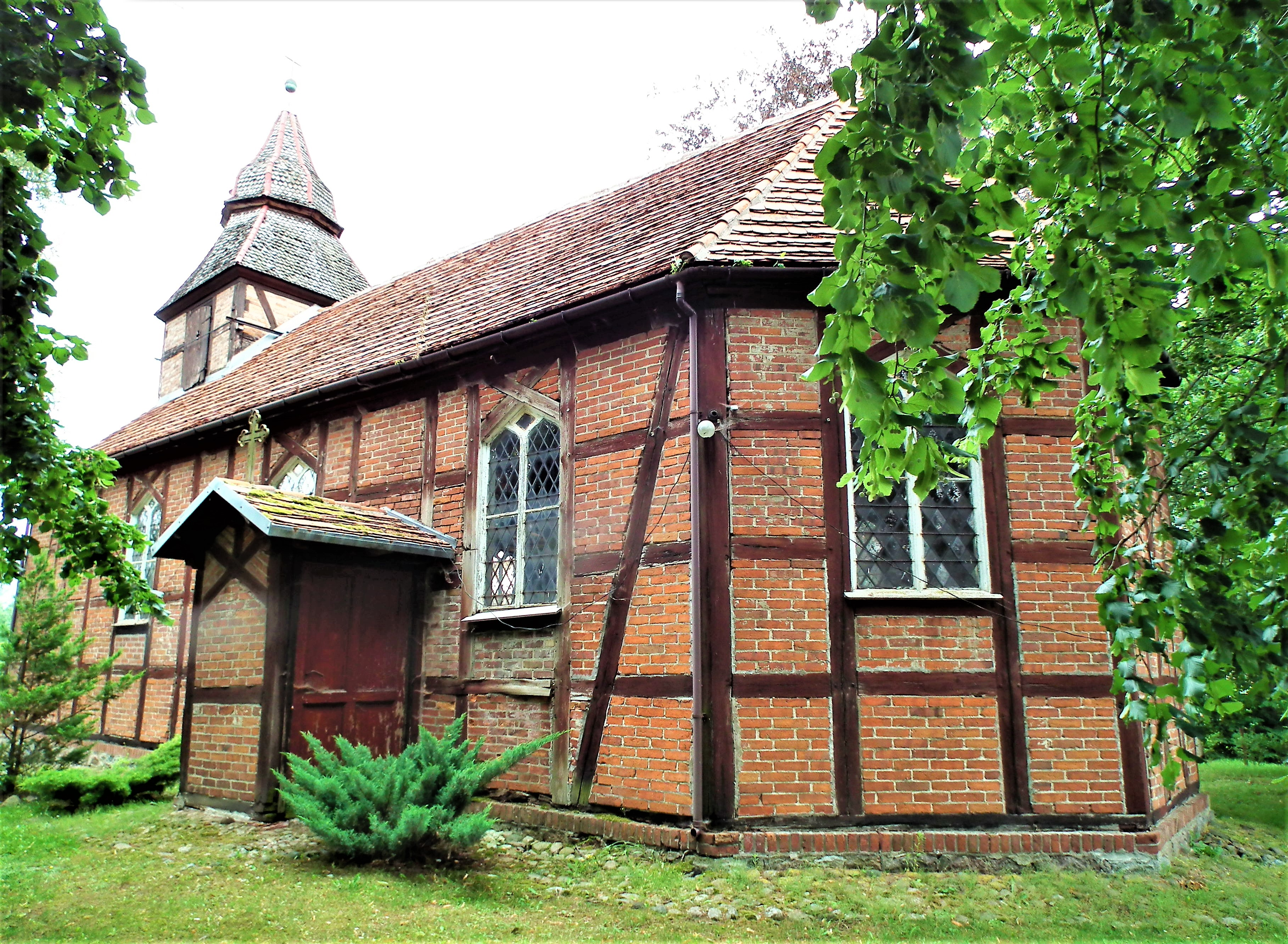
Widok od strony prezbiterium
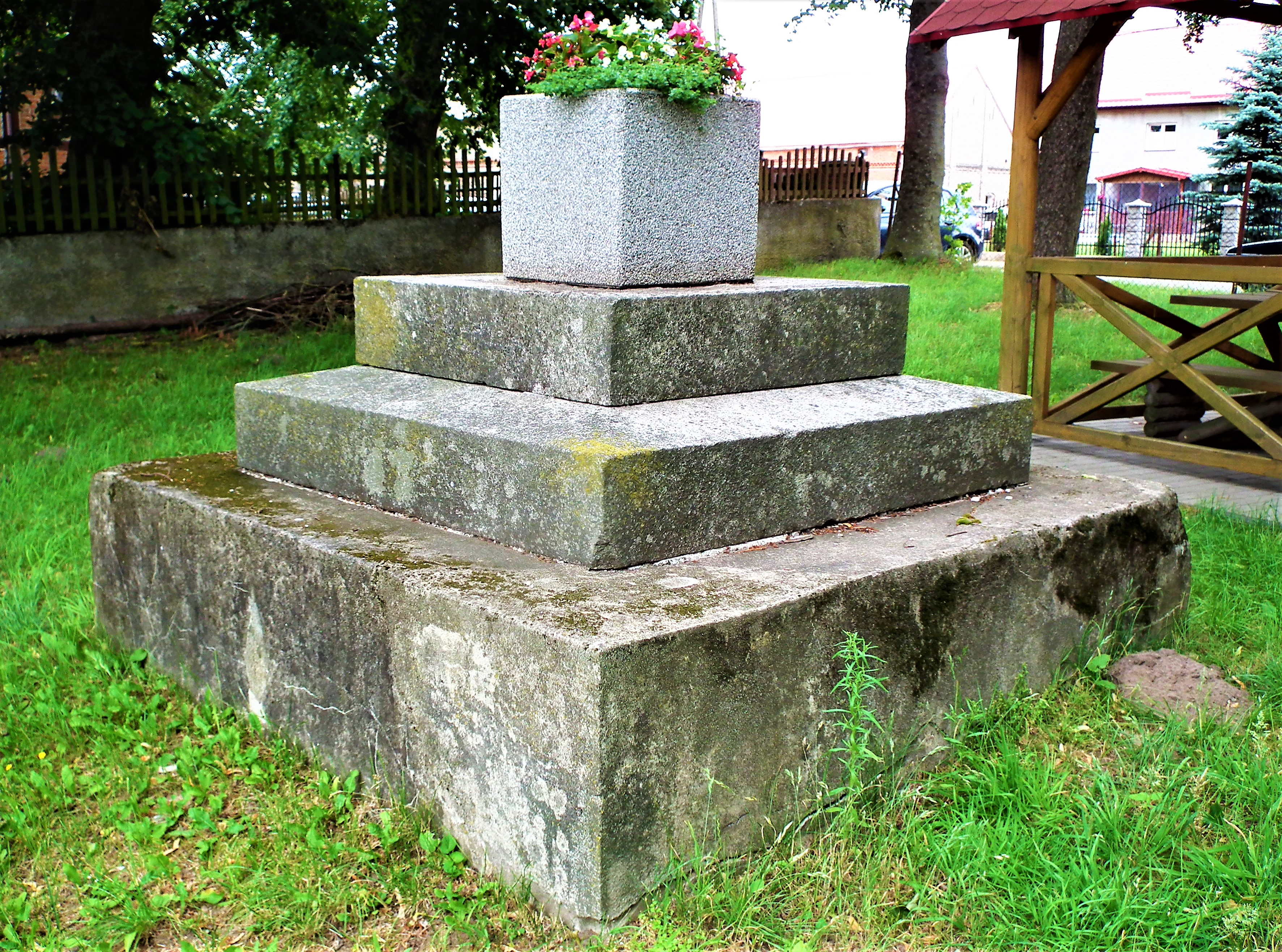
Pozostałości pomnika
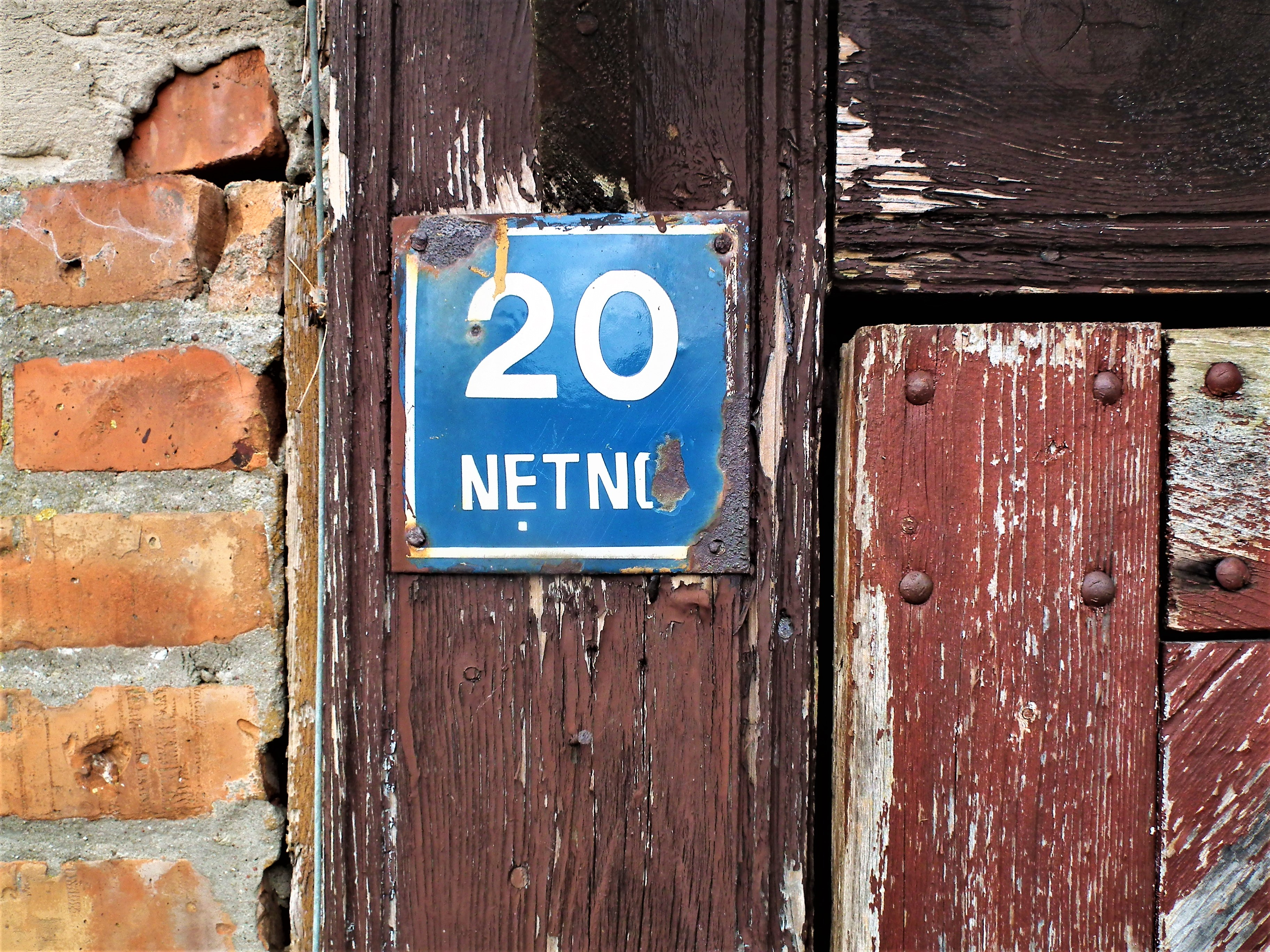
Detal